# Фортис, Леоне
Леоне Фортис (итал. Leone Fortis; 1828—1896) — итальянский писатель
, журналист и музыкальный критик.

## Биография
Леоне Фортис родился 5 октября 1827 года в городе Триесте. Его отец Давид Форти исповедовал иудаизм, мать Елена Вольлембор происходила из Австрии. Овдовев, она переехала с детьми в Падую. 
В 1846 году Леоне Фортис опубликовал рассказ в стихах «Луиджии», посвященный Луиджиа Колетти, будущей невесте. 
Во времена революционных события в Италии написал драму «La Duchessa di Praslin» из-за которой в 1848 году вынужден был покинуть Падую. Вернувшись в Италию, Фортис основал в Милане несколько газет.
В 1859 году Фортис снова был выслан из Италии, после чего поселился в Швейцарии. После возвращения на родину основал «Corriere della Venezia» в 1866 году и «La Nuova Roma» в 1870 году. Принял христианство.
Леоне Фортис умер 7 января 1896 года в городе Риме.
Перу Фортиса принадлежит несколько драм, а также литературно-критических очерков.